# Joc în doi
Joc în doi este un film românesc din 1997 regizat de Mihai Bădică.